# Alba (cognome)
Alba è un cognome di lingua italiana.

## Varianti
Albi, Albo, D'Alba, D'Albis.

### Alterati e derivati
Albanelli, Albani, Albanis, Albano, Albany.

### Composti
Albachiara, Albagiara, Albamonte.

### Corrispondenti in altre lingue
Nelle aree di lingua spagnola è diffuso l'omonimo cognome Álba, al quale fa capo anche una storica famiglia.

## Diffusione
Alba è diffuso nell'Italia meridionale, soprattutto in Puglia e in Sicilia e a ciò può aver contribuito la sovrapposizione del cognome spagnolo Álba; Albano invece è diffuso un po' in tutta l'Italia ma è concentrato soprattutto a Napoli. Albo è presente nel Sud e in Sicilia, il composto Albagiara invece è sardo. Inoltre il cognome Alba è attestato al nord, particolarmente nell'alto vicentino dove è presente nelle forme Dall'Alba e Alba dal quale quest'ultimo deriva. In questo caso Dall'Alba e Alba non derivano dal latino Albus (bianco), bensì dal medio alto tedesco "albes", "albe" "alpe", che vuol dire "pascolo di montagna". Le prime forme del cognome si trovano in San Ulderico di Tretto, anticamente Comune autonomo, ora sotto il comune di Schio (VI). Il cognome poi piano piano venne latinizzato e venetizzato nelle forme "a d'albes", "ab alba", "dal Alba" per giungere nella sua attuale forma "Dall'Alba". Quanto detto sopra vale per il cognome Dall'Alba. Il cognome Dall'Alba è ora presente anche in Brasile nel distretto di Rio Grande do Sul dove sono presenti anche molte comunità venete. Qui emigrarono i primi coloni Dall'Alba (Luigi Dall'Alba) provenienti da San Rocco di Tretto. Ora ritorniamo a parlare del cognome Alba derivante da Dall'Alba. Nel 1630 l'Italia del nord è stata falcidiata dalla peste con città e campagne del veneto che subirono devastazioni di uomini donne e bambini. Si calcolò una perdita superiore al 30%. I grandi proprietari terrieri della pianura vicentina cercarono lavoranti presso le comunità montane che maggiormente furono risparmiate dal morbo. Scesero quindi in pianura, nel comune di Montecchio Precalcino, Sebastian Dall'Alba (nato a S. Ulderico il 28.11.1596) con i figli Odorico e Joanem, nel giro di due decenni, questi Dall'alba vennero poi registrati come "Alba", ecco spiegato l'origine del cognome Alba del vicentino. (Scritto da Alba Remigio residente in Villafranca di Verona il 19 maggio 2016).

## Etimologia
Alba può derivare o dal nome femminile Alba, o da vari toponimi Alba diffusi un po' in tutta Italia (come per esempio Alba in Piemonte o Alba Adriatica); Albano invece può derivare o dal nome di persona Albano oppure è un etnico legato alle varie località di nome Albano (come Albano Laziale, Albano Sant'Alessandro, Albano Vercellese, Albano di Lucania) o ancora è un soprannome dovuto all'origine albanese del capostipite come nel caso degli Albani di Montefeltro. Infine, Albo deriva dal paese di Albi in provincia di Catanzaro. Potrebbe essere incrociabile col cognome Albini.

## Storia
Sulla diffusione dei cognomi Alba e Albano può aver influito nel Medioevo il culto di alcuni santi con questo nome: sant'Alba martire in Africa, Albano da Magonza, Albano d'Inghilterra e sant'Albano compagno di san Maurizio martire. Gli Albani di Montefeltro derivano il proprio cognome dalla contrazione di "Albanesi", soprannome dato loro in virtù del loro capostipite, Filippo Lazj, profugo dall'Albania dopo la morte nel 1468 di Giorgio Castriota Scanderbeg e l'occupazione di quel paese da parte dei turchi.

## Persone
- Giovanni Francesco Albani, divenuto Papa Clemente XI
- Salvatore Albano
- Enrico Alba – politico e imprenditore italiano

## Araldica
Alcuni cognomi di questo gruppo appartengono a famiglie nobili (nobili, conti e duchi) e precisamente: Alba, Albamonte, Albamonte Siciliano, Albani e Albany. Motti degli Albani sono: Robur ab astris, cioè "la forza viene dalle stelle", Aliis non sibi clemens, cioè "clemente con gli altri ma non con sé stesso" (allusione a papa Clemente XI) e pensa al fine.